# Rudolf Nierlich
Rudolf Nierlich (St. Wolfgang im Salzkammergut, 20 de febrero de 1966-St. Wolfgang im Salzkammergut, 18 de mayo de 1991) fue un deportista austríaco que compitió en esquí alpino; tres veces campeón mundial.
Ganó tres medallas de oro en el Campeonato Mundial de Esquí Alpino, en los años 1989 y 1991. 
Participó en los Juegos Olímpicos de Calgary 1988, ocupando el quinto lugar en la prueba de eslalon gigante.
Fue nombrado «Deportista masculino del año» en su país en 1989. Falleció a los 25 años en un accidente de automóvil en su ciudad natal.

## Palmarés internacional
| Campeonato Mundial | Campeonato Mundial             | Campeonato Mundial | Campeonato Mundial |
| Año                | Lugar                          | Medalla            | Prueba             |
| ------------------ | ------------------------------ | ------------------ | ------------------ |
| 1989               | Vail (Estados Unidos)          | Medalla de oro     | Eslalon            |
| 1989               | Vail (Estados Unidos)          | Medalla de oro     | Eslalon gigante    |
| 1991               | Saalbach-Hinterglemm (Austria) | Medalla de oro     | Eslalon gigante    |